# Saint-Florent, Haute-Corse
Saint-Florent là một xã trong vùng hành chính Corse, thuộc tỉnh Haute-Corse, quận Bastia (quận), tổng Conca-d'Oro. Saint-Florent nằm trên độ cao trung bình là 40 mét trên mực nước biển, có điểm thấp nhất là 0 mét và điểm cao nhất là 356 mét. Xã có diện tích 17,98 km², dân số vào thời điểm 1999 là 1474 người; mật độ dân số là 81 người/km².

## Thông tin nhân khẩu
| 1962 | 1968 | 1975  | 1982  | 1990  | 2007  |
| ---- | ---- | ----- | ----- | ----- | ----- |
| 611  | 805  | 1 065 | 1 217 | 1 350 | 1 597 |